# Wedanga
Wedanga (dewanagari वेदाङ्ग, człony Wedy) – grupa sześciu zbiorów naukowych tekstów wedyjskich najczęściej zaliczanych do smryti (tradycji dzieł ludzkich). Datowanie obejmuje VII - IV wiek. Zawierają sutry i śastry. Ich wiedzę poznaje brahmaćarja w okresie nauki u swojego guru.

## Podział
1. śiksza - wymowa
2. kalpasutra
3. wyakarana - gramatyka
4. nirukta - etymologia
5. ćhandas - prozodia
6. dźjotisza